# Politique en Tanzanie

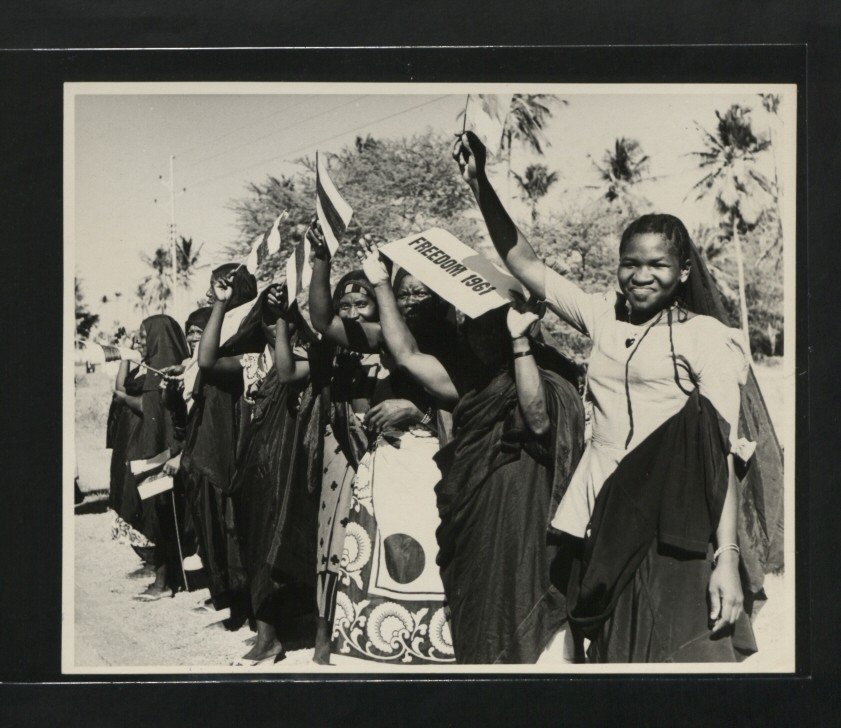
Tanganyikans demandant leur indépendance de l'Empire Britannique en 1961.

La Tanzanie est une république fédérale multipartite à régime présidentiel, où le président est à la fois chef de l’État et chef du gouvernement. Le pouvoir exécutif est aux mains du gouvernement tandis que le pouvoir législatif est partagé entre le gouvernement et le parlement. Le pouvoir judiciaire est indépendant tant de l’exécutif que du législatif. Le parti principal est le Chama cha Mapinduzi (Parti de la Révolution).

## Contexte politique
La Tanzanie est officiellement indépendante depuis le 9 décembre 1961. L’année suivante, Julius Kambarage Nyerere, leader socialiste de l’Union nationale africaine du Tanganyika, est élu président. Surnommé « Mwalimu », mot swahili qui signifie « professeur », il entendait donner la priorité à l’éducation et à l’enseignement.
Le pays vit sous un système monopartite socialiste jusqu’au milieu des années 1980. Le président Ali Hassan Mwinyi entame une série de réformes économiques et politiques. Le multipartisme est introduit au début de l’année 1992, qui voit l’inscription de onze nouvelles formations politiques. En 1994, la Tanzanie connait ses premières élections multipartites, remportées par le Chama cha Mapinduzi (CCM).
L’élection présidentielle d’octobre 2000 voit le candidat du CCM, Benjamin Mkapa, vaincre ses trois principaux rivaux avec 71 % des suffrages. Le CCM obtient ensuite 202 des 232 sièges du parlement. Abeid Amani Karume, fils de l’ancien président Abeid Karume, remporte l'élection présidentielle de Zanzibar contre Seif Sharif Hamad (en), candidat du Front civique unifié (FCU). Les élections sont entachées d’irrégularités et les émeutes qui suivent font 23 morts, principalement sur l’île de Pemba. Seize membres du FCU sont exclus du parlement après avoir boycotté les sessions, en protestation contre le résultat des élections de Zanzibar.
En octobre 2001, le CCM et le FCU signent un accord appelant de nouvelles réformes électorales et instituant une commission d’enquête chargée de faire toute la lumière sur les morts de janvier 2001 à Pemba. L’accord mentionne également la nomination par le président d’un membre du FCU au parlement. Les modifications de la constitution intervenues en avril 2002 permettent au CCM et au FCU de nommer chacun les membres de la commission électorale de Zanzibar. En mai 2003, cette dernière organise des élections complémentaires pour attribuer les sièges restés vacants à la suite du boycott du FCU. Les observateurs qualifient ces élections, de premier test majeur de l’accord de réconciliation entre les deux partis, de libres et régulières.
En 2012 une commission de révision de la constitution (en) est formée pour récolter l'opinion de la société sur une évolution. Elle remet une première version au président Jakaya Kikwete le 30 décembre 2013. Le référendum qui devait se dérouler en avril 2015 est reporté sine die par la Commission électorale nationale (en) (NEC) à la suite du retard pris dans la mise en place de la biométrie dans l'établissement des listes électorales.
Le 9 avril 2025, Tundu Lissu, le leader du parti d'opposition Chadema et candidat à l'élection présidentielle de octobre 2025 (en) est arrêté, avec d'autres membres du Chadema, et inculpé pour « trahison » et « publication de fausses informations ». L'accusation de trahison peut lui valoir la peine de mort. Amnesty International appelle à sa libération et dénonce la « répression croissante à l’égard des dirigeantes et dirigeants de l’opposition ».

## Pouvoir exécutif
| Fonction                             | Nom             | Parti | Depuis           |
| ------------------------------------ | --------------- | ----- | ---------------- |
| Présidente de la République          | Samia Suluhu    | CCM   | 19 mars 2021     |
| Vice-président de la République (en) | Philip Mpango   | CCM   | 31 mars 2021     |
| Premier ministre                     | Kassim Majaliwa | CCM   | 20 novembre 2015 |

Le président de la République est élu au suffrage universel direct pour un mandat de cinq ans et nomme le Premier ministre, qui représente le gouvernement auprès du parlement. Le président de la République nomme les ministres, choisis parmi les membres du Parlement. La Constitution lui permet également de nommer 10 membres non élus au parlement, qui peuvent également exercer une charge de ministre.

## Pouvoir législatif

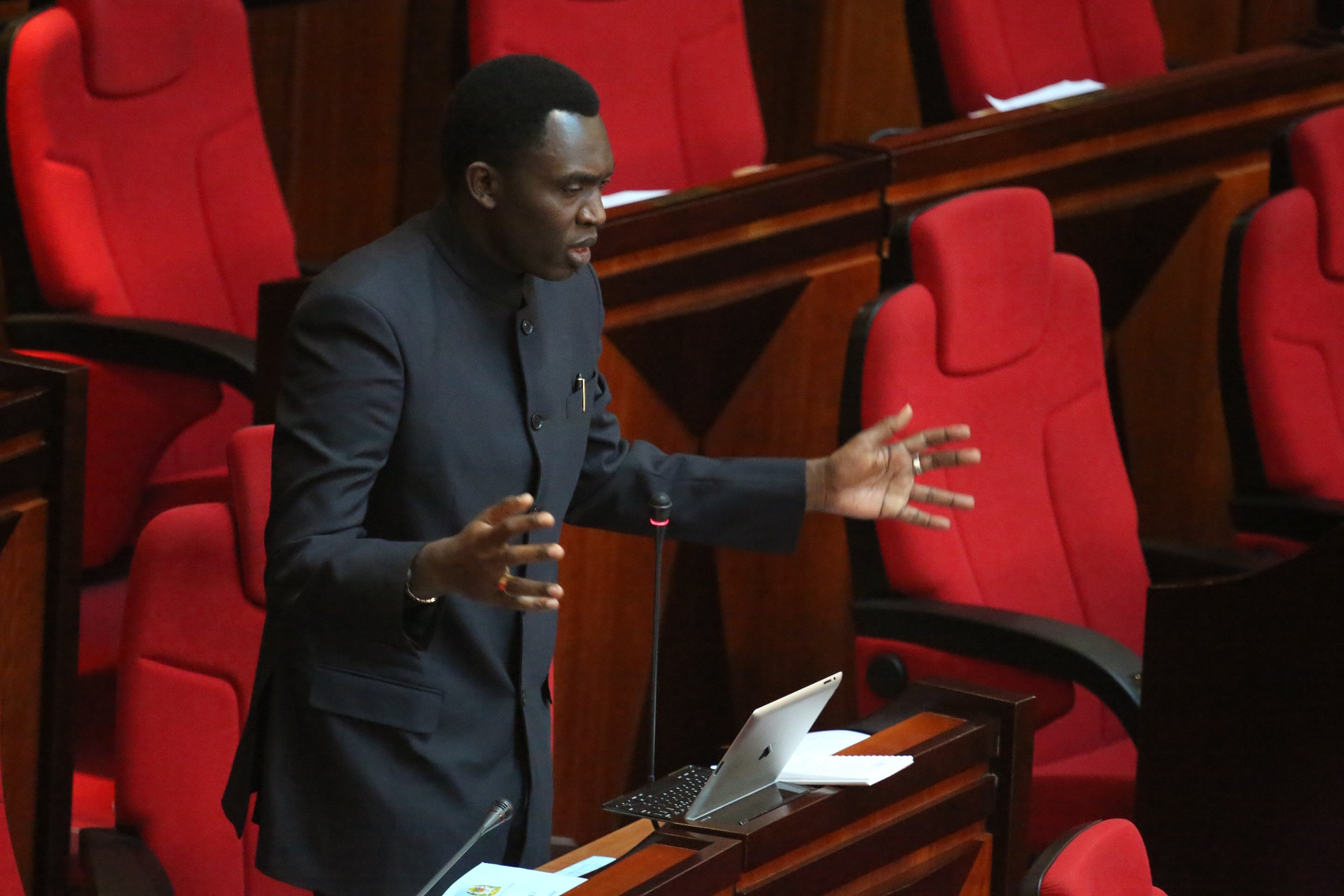
H. Kigwangalla, membre de l’assemblée nationale, lors d’une séance.

L'assemblée nationale, le parlement monocaméral compte 274 sièges, dont 232 sont pourvus au suffrage universel direct, 37 réservés à des femmes nommées par le président et 5 à des membres du parlement de Zanzibar. Le parlement est compétent pour adopter les lois qui s’appliquent à la totalité de la république unie de Tanzanie, ainsi qu’à la partie continentale. Zanzibar dispose de son propre parlement, doté de 50 sièges pourvus au suffrage universel direct tous les cinq ans.
Les membres du parlement tanzanien sont élus au suffrage universel direct pour un mandat de cinq ans. Le CCM détient aujourd’hui la majorité des sièges.
Zanzibar dispose d’une compétence législative portant sur tous les sujets qui ne sont pas expressément attribués à la république unie de Tanzanie. En plus des 50 membres élus, il compte 10 membres nommés pas le président de Zanzibar, 5 membres ex-officio et un avocat général nommé par le président. En mai 2002, le gouvernement porta le nombre de sièges réservés aux femmes de 10 à 15, ce qui porta le nombre total de parlementaires à 81. La semi-autonomie dont jouit Zanzibar par rapport à l’Union est un système politique relativement unique.

## Pouvoir judiciaire
La Tanzanie est dotée d'un système judiciaire à cinq niveaux combinant les institutions tribales, islamiques et de la Common law.
L'appel est dévolutif, depuis les tribunaux de première instance vers les tribunaux de districts, puis les cours magistrale, la Haute cour, et enfin la Cour d'appel. Les juges sont nommés par le juge en chef, à l'exception des juges de la Haute cour et de la Cour d'appel, qui sont nommés par le président.
Le système judiciaire de Zanzibar est similaire et tous les cas jugés par les tribunaux de l'île, sauf ceux qui relèvent du droit constitutionnel et de la loi islamique, peuvent faire l'objet d’un recours auprès de la Cour d'appel de l'union.